# Abbaye d'Inchaffray
L'abbaye d'Inchaffray était située près du village de Madderty, à mi-chemin entre Perth et Crieff en Strathearn, en Écosse. Les seules traces visibles aujourd'hui sont un monticule de terre et quelques murs sur un terrain surélevé qui formait autrefois (avant le drainage) une île où était autrefois l'abbaye.

## Histoire
Selon l'étymologie populaire Inchaffray serait un nom tiré du gaélique innis abh reidh (île aux eaux douces), mais la forme attestée la plus ancienne du nom est le latin Insula missarum (île des masses), mass en gaélique étant oifrend, en gallois offeren, ainsi « île des offrandes ». Une charte de Jonathan, évêque de Dunblane, fait référence au lieu « qui uocatur lingua Scottica Inche Affren » (= « qui est appelé dans la langue gaélique Inche Affren ») et un usage comparatif montre que Insula Missarum a été prise comme une traduction, par exemple « Sancti Johannis evangeliste de Inchefrren » et « sancto Johanni apostolo de Insula Misserum ». 
Un prieuré est créé sur le site d'un établissement ecclésiastique existant d'un groupe de clercs connus sous le nom de « frères de Saint-Jean de Strathearn ». Gilbert, comte de Strathearn et sa première femme connue, Maud d'Aubigny, fille de William d'Aubigny (Brito) érigent le prieuré en 1200 en mémoire de leur fils aîné Gilchrist, qui y est enterré en 1198. L'ancienne communauté religieuse est absorbée par la nouvelle fondation. 
Dédiée à la Vierge Marie et à Jean l'Évangéliste, l'abbaye est accordée aux Augustins de l'abbaye de Scone. La charte a survécu, accordant les églises de Saint Cathan d'Abruthven, Saint Ethernan (en) de Madderty, Saint Patrick de Strogeith, Saint Makkessog d'Auchterarder et Saint Beanus de Kinkell. Les détails des premiers établissements ne sont pas certains, mais une église dédiée à Jean l'Évangéliste est attestée vers 1190. Le prieuré devient une abbaye en 1221.
Inchaffray est patronnée à la fois par les comtes de Strathearn et par les rois écossais. En 1275, une dîme des revenus réels est prélevée sur toutes les maisons religieuses pour financer une croisade, et à cette époque, Inchaffray a un revenu de 246 livres par an, quatrième parmi les maisons augustiniennes, dépassée seulement par St Andrews, Scone et Holyrood. Au fil du temps, les terres de l'abbaye et les églises dépendantes s'étendent à travers l'Écosse, jusqu'à Uist (en) à l'ouest et Balfron au sud. L'abbaye ordonne le creusement du Pow of Inchaffray (en), un fossé de drainage de neuf milles, pour améliorer les marais voisins.
L'abbé Maurice of Inchaffray (en) transporte les reliques de saint Fillan pour bénir l'armée écossaise avant la bataille de Bannockburn en 1314. L'abbé commendataire Laurence Oliphant, issu d'une famille notable de Strathearn, est tué à la bataille de Flodden en 1514.
En 1561, la fortune d'Inchaffrey a décliné, ses revenus étant évalués à 667 £, le troisième plus bas des abbayes augustines d'Écosse incluses dans la taxe. Avec la Réforme écossaise en cours, Inchaffray est transformée en seigneurie laïque pour un membre de la famille Drummond en 1556. Jacques VI rend visite à James Drummond à Inchaffray le 5 octobre 1601. La propriété passe plus tard aux comtes de Kinnoull. Une grande partie de ce qui reste de l'abbaye est détruite en 1816 lorsqu'une route est construite sur le site.
Aujourd'hui, un seul mur pignon se dresse sur une propriété privée, bien qu'il soit visible depuis la route. Les ruines sont classées monument historique.